# Яремчук Дмитро
Дмитро Яремчук (псевдо.: «Мокрена»; нар. 18 жовтня 1914, с. Рівня, нині частина міста Вижниця — пом. 21 серпня 2010, Вінніпег, Канада) — український громадський та політичний діяч, рідний брат батька Назарія Яремчука.

## Життєпис
Дмитро Яремчук народився 18 жовтня 1914 року в селі Рівня, нині частина міста Вижниця. У рідному селі здобув початкову освіту. У 1934 році закінчив Українську гімназію у Чернівцях, а в 1939 році правничий факультет Чернівецького університету. Дмитро Яремчук був членом товариства «Український Народний Дім у Чернівцях».
Член ОУН з 1937 року. Після еміграції до Румунії Ореста Зибачинського Дмитро Яремчук очолив крайовий провід. У 1940 році емігрував до Німеччини, де був членом Берлінського відділення ОУН.
Під час Другої світової війни Дмитро Яремчук у Львові, очолює групу буковинських ОУНівців.
З 1949 року Дмитро Яремчук на еміграції в Канаді, де був активним членом української громади. У 1962—1968 роках Дмитро Яремчук працював бібліотекарем Альбертського університету. У цьому ж університеті здобув ступінь бакалавра бібліотечних наук. З 1968 по 1980 роки працював у «Національній Бібліотеці Канади» в місті Отава.
Дмитро Яремчук був членом правління української книгарні «Калина» та українського культурно-навчального центру «Осередок», членом Наукового товариства імені Шевченка, Української православної Катедри Пресвятої Трійці у Вінніпезі.
Також був автором численних статей у часописах «Новий Шлях» та «Українське слово», співавтором книг «Буковина, її минуле та сучасне», «Українці в Берліні 1918—1945: Пропам'ятний збірник доповідей і спогадів з життя і діяльності українців у Берліні з нагоди з'їзду 5 вересня 1981 року в Торонто, Канада», «Калина — 75 років» та інших.
У 1994 році Дмитро Яремчук відвідав Україну. Брав активну участь у відновленні діяльності товариства «Український Народний Дім у Чернівцях».